# معركة الدامور
كانت معركة الدامور (5-9 يوليو 1941) آخر عملية كبرى للقوات الأسترالية خلال الحملة السورية اللبنانية إبان الحرب العالمية الثانية.

## خلفية تاريخية
كانت الدامور العاصمة الإدارية الفرنسية في 1941. وهي مدينة كبيرة على الساحل اللبناني وتبعد حوالي 30 كم جنوب بيروت.
وكان وادي الدامور، ويجري في أسفله نهر الدامور، يقع على مسافة ثلاثة كم أخرى إلى الجنوب من المدينة. شكلت هذه المعالم آخر العوائق الطبيعية الكبرى التي كان لا بد للقوات الأسترالية من تجاوزها قبل الوصول إلى بيروت. بعد أن استولت بالفعل على المرتفعات المطلة على الدامور على الضفة الجنوبية للوادي، تضمنت الخطة التي وضعها اللواء آرثر «توبي» ألين، قائد الفرقة الأسترالية السابعة، تطويق مواقع فيشي الفرنسية في الدامور.

## المعركة

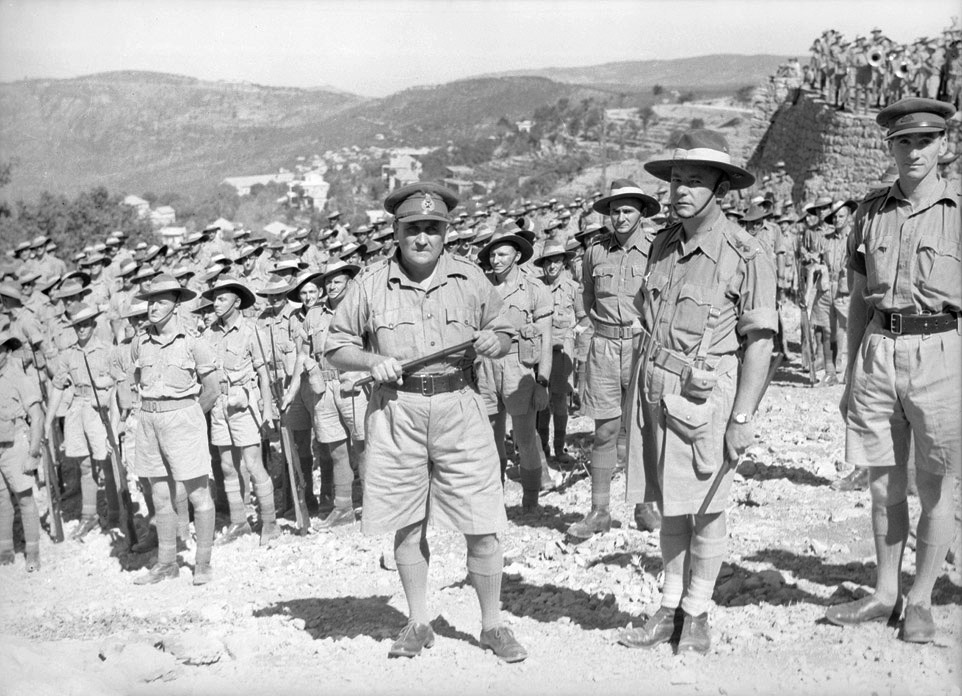
اللواء أيه. إس. «توبي» ألين (في الوسط)، قائد الفرقة السابعة، مع المقدم موراي موتن (يمين الوسط)، قائد كتيبة المشاة 2/27 ورجاله في حمانا، لبنان، 2 سبتمبر 1941. (تصوير فرانك هيرلي)

بدأت العملية بتحرك قوات اللواء 21 إلى مواقعها لعبور نهر الدامور في موضعين في ليلة 5 يوليو 1941. هاجم الأستراليون مواقع قوات فيشي الفرنسية على الجانب الشمالي في وقت مبكر من يوم 6 يوليو. حيث هاجمت الكتيبة الرائدة 2/16 عكار العتيقة وهاجمت الكتيبة 2/27 قرية البوم (مشرف حالياً). سقط كلا الموقعين في أيدي الأستراليين بحلول الليل.
تحركت الكتيبة 2/3 والكتيبة 2/5 مع سريتين من الكتيبة 2/14 شمالاً عبر البوم في الساعات الأولى من يوم 7 يوليو. وطوقوا الدامور من الشرق. أما في داريا، فقد تحركت سرايا الكتيبة 2/14 غرباً للتقدم نحو الدامور من الشرق، بينما واصلت الكتيبة 2/3 والكتيبة 2/5 تقدمهما شمالًا لقطع الطريق المؤدي إلى بيروت شمال المدينة.
أتم الأستراليون قطع الطريق في 8 يوليو. في نفس الوقت، كانت الكتيبة الرائدة 2/2 وعناصر من فوج فرسان الفرقة السادسة يتقدمون على طول محور الطريق الساحلي جنوباً.
كانت كتائب الرواد تتقدم إلى الضواحي الجنوبية للمدينة بحلول الساعة الثانية من صباح يوم 9 يوليو. وفي الساعة الرابعة صباحاً تمكنت دورية من سلاح الفرسان من التحرك مباشرة عبر الدامور. تمكنت قوات فيشي الفرنسية المتبقية من الخروج من الحصار الأسترالي وانسحبت من الدامور. بدأ الأستراليون على الفور بالدفع على طول الطريق الساحلي باتجاه بيروت.

## نتائجها

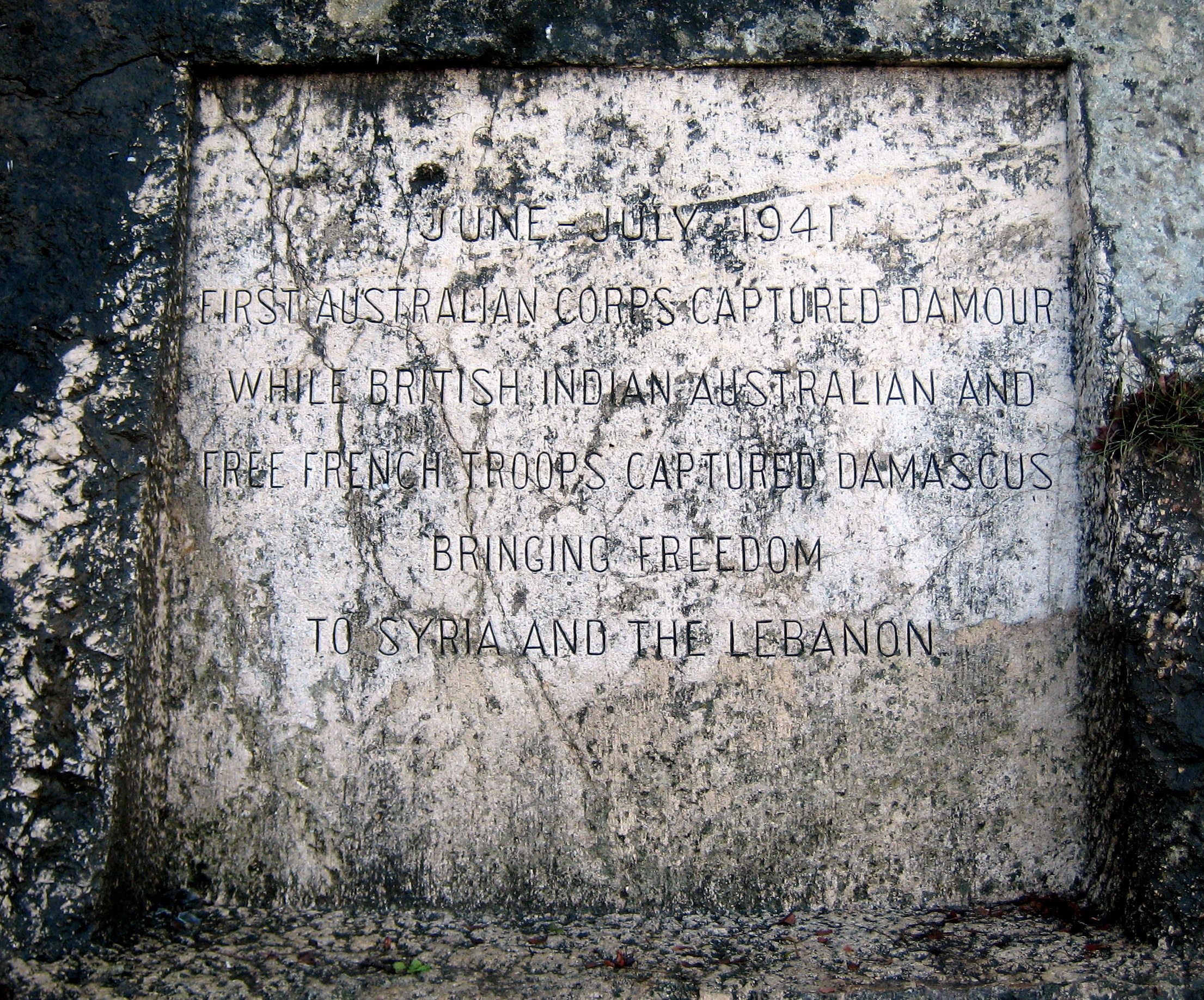
لوحة تذكارية لاستيلاء الأستراليين على الدامور في 1941، مثبتة عند نهر الكلب شمال بيروت.

أصبح مصير بيروت محسوماً بعد معركة الدامور. فقد سعى قائد حكومة فيشي الفرنسية، الجنرال هنري دينتز، إلى عقد هدنة في 8 يوليو، حتى قبل سقوط الدامور. ودخل وقف إطلاق النار حيز التنفيذ في الدقيقة الأولى بعد منتصف ليل 12 يوليو. لتنتهي الحملة العسكرية فعلياً.